# Ecteinascidinas
Las ecteinascidinas son un grupo de alcaloides aislados de ascidias (Urochordata), principalmente de Ecteinascidia turbinata. La trabectedina es también denominada como Ecteinascidina 743. Muchas de estas moléculas presentan actividad citotóxica e inhiben la biosíntesis de ADN

## Biosíntesis
Estas moléculas se biosintetizan por dimerización de dos unidades de tetrahidroisoquinolina formada por acción de subunidades enzimáticas relacionados con las polipéptido sintasas no ribosomales denominadas Pictect-Spenglerasas.